# رابرت واتس
رابرت واتس (انگلیسی: Robert Watts؛ ۲۳ مهٔ ۱۹۳۸ – ح. ۳۰ سپتامبر ۲۰۲۴) تهیه‌کننده فیلم بریتانیایی بود که در مجموعهٔ جنگ‌های ستاره‌ای و ایندیانا جونز مشارکت داشت.
از فیلم‌ها یا مجموعه‌های تلویزیونی ای که وی در آنها نقش داشته است، می‌توان به ایندیانا جونز و معبد مرگ، چه کسی برای راجر رابیت پاپوش دوخت؟، ایندیانا جونز و آخرین جنگ صلیبی و زنده اشاره کرد.

## فیلم‌شناسی
| سال  | عنوان                              | تهیه‌کننده       | مدیر تولید | نقش‌ها                                   |
| ---- | ---------------------------------- | --------------- | ---------- | --------------------------------------- |
| ۱۹۶۸ | ۲۰۰۱: ادیسه فضایی                  |                 | آری        |                                         |
| ۱۹۷۰ | ال کندور                           |                 | آری        |                                         |
| ۱۹۷۳ | پاپیون                             |                 | آری        |                                         |
| ۱۹۷۷ | جنگ ستارگان                        |                 | آری        |                                         |
| ۱۹۸۰ | امپراتوری ضربه می‌زند               | دستیار          |            |                                         |
| ۱۹۸۱ | مهاجمان صندوق گمشده                | دستیار          |            |                                         |
| ۱۹۸۳ | بازگشت جدای                        | تهیه‌کننده مشترک |            | Lt. Watts (AT-ST Driver) (بدون ذکر نقش) |
| ۱۹۸۴ | ایندیانا جونز و معبد مرگ           | آری             |            |                                         |
| ۱۹۸۸ | چه کسی برای راجر رابیت پاپوش دوخت؟ | آری             |            |                                         |
| ۱۹۸۹ | ایندیانا جونز و آخرین جنگ صلیبی    | آری             |            |                                         |
| ۱۹۹۱ | An American Tail: Fievel Goes West | آری             |            | صداپیشه اضافی                           |
| ۱۹۹۳ | زنده                               | آری             |            |                                         |
| ۱۹۹۴ | روی زمین مرگبار                    | اجرایی          |            |                                         |